# Jabłonówka (rejon złoczowski)
Jabłonówka (ukr. Яблунівка) – wieś w rejonie złoczowskim obwodu lwowskiego na Ukrainie koło miasteczka Podkamień.
Ludność: 82 mieszkańców. W okresie międzywojennym położona w powiecie brodzkim województwa tarnopolskiego.
Do 2020 w rejonie brodzkim. 